# Liste des membres de la quatrième législature du Parlement écossais
Cette liste présente les 129 membres de la quatrième législature du Parlement écossais, issus des élections de 2011 ainsi que des modifications intervenues en cours de législature.
Il s'agit des premières élections depuis le redécoupage des circonscriptions écossaises de 2010.

## Liste des membres

### Liste
| Circonscription                                                 | Nom                 | Portrait | Parti | Parti                   | Naissance         | Ville               | Pays/Région |
| --------------------------------------------------------------- | ------------------- | -------- | ----- | ----------------------- | ----------------- | ------------------- | ----------- |
| Aberdeen Central                                                | Kevin Stewart       |          |       | Parti national écossais | 3 juin 1968       | Aberdeen            | Écosse      |
| Aberdeen Donside (jusqu'à son décès le 25 avril 2013)           | Brian Adam          |          |       | Parti national écossais | 10 juin 1948      | New Mill            | Écosse      |
| Aberdeen Donside (depuis le 20 juin 2013)                       | Mark McDonald       |          |       | Parti national écossais | 7 juin 1980       | Inverurie           | Écosse      |
| Aberdeen South and North Kincardine                             | Maureen Watt        |          |       | Parti national écossais | 23 juin 1951      | Aberdeen            | Écosse      |
| Aberdeenshire East                                              | Alex Salmond        |          |       | Parti national écossais | 31 décembre 1954  | Linlithgow          | Écosse      |
| Aberdeenshire West                                              | Dennis Robertson    |          |       | Parti national écossais | 14 août 1956      | Aberdeen            | Écosse      |
| Airdrie and Shotts                                              | Alex Neil           |          |       | Parti national écossais | 22 août 1951      | Patna               | Écosse      |
| Almond Valley                                                   | Angela Constance    |          |       | Parti national écossais | 15 juillet 1970   | Blackburn           | Écosse      |
| Angus North and Mearns                                          | Nigel Don           |          |       | Parti national écossais | 16 avril 1954     | Londres             | Angleterre  |
| Angus South                                                     | Graeme Dey          |          |       | Parti national écossais | 29 octobre 1962   | Aberdeen            | Écosse      |
| Argyll and Bute                                                 | Michael Russell     |          |       | Parti national écossais | 9 août 1953       | Bromley             | Angleterre  |
| Ayr                                                             | John Scott          |          |       | Parti conservateur      | 7 juin 1951       | Ayr                 | Écosse      |
| Banffshire and Buchan Coast                                     | Stewart Stevenson   |          |       | Parti national écossais | 15 octobre 1946   | Édimbourg           | Écosse      |
| Caithness, Sutherland and Ross                                  | Rob Gibson          |          |       | Parti national écossais | 10 octobre 1945   | Glasgow             | Écosse      |
| Carrick, Cumnock and Doon Valley                                | Adam Ingram         |          |       | Parti national écossais | 1er mai 1951      | Kilmarnock          | Écosse      |
| Clackmannanshire and Dunblane                                   | Keith Brown         |          |       | Parti national écossais | 20 décembre 1961  | Édimbourg           | Écosse      |
| Clydebank and Milngavie                                         | Gil Paterson        |          |       | Parti national écossais | 11 novembre 1942  | Glasgow             | Écosse      |
| Clydesdale                                                      | Aileen Campbell     |          |       | Parti national écossais | 18 mai 1980       | Glasgow             | Écosse      |
| Coatbridge and Chryston                                         | Elaine Smith        |          |       | Parti travailliste      | 7 mai 1963        | Coatbridge          | Écosse      |
| Cowdenbeath                                                     | Helen Eadie         |          |       | Parti travailliste      | 7 mars 1947       | Stenhousemuir       | Écosse      |
| Cumbernauld and Kilsyth                                         | Jamie Hepburn       |          |       | Parti national écossais | 21 mai 1979       | Glasgow             | Écosse      |
| Cunninghame North                                               | Kenneth Gibson      |          |       | Parti national écossais | 8 septembre 1961  | Paisley             | Écosse      |
| Cunninghame South                                               | Margaret Burgess    |          |       | Parti national écossais | 7 décembre 1949   | Glasgow             | Écosse      |
| Dumbarton                                                       | Jackie Baillie      |          |       | Parti travailliste      | 15 janvier 1964   | Hong Kong           | Hong Kong e |
| Dunfermline                                                     | Bill Walker         |          |       | Parti national écossais | 31 mars 1942      | Glasgow             | Écosse      |
| Dumfriesshire                                                   | Elaine Murray       |          |       | Parti travailliste      | 22 décembre 1954  | Hitchin             | Angleterre  |
| Dundee City East                                                | Shona Robison       |          |       | Parti national écossais | 26 mai 1966       | Redcar              | Angleterre  |
| Dundee City West                                                | Joe FitzPatrick     |          |       | Parti national écossais | 1er avril 1967    | Dundee              | Écosse      |
| East Kilbride                                                   | Linda Fabiani       |          |       | Parti national écossais | 14 décembre 1956  | Glasgow             | Écosse      |
| East Lothian                                                    | Iain Gray           |          |       | Parti travailliste      | 7 juin 1957       | Édimbourg           | Écosse      |
| Eastwood                                                        | Ken Macintosh       |          |       | Parti travailliste      | 15 janvier 1962   | Inverness           | Écosse      |
| Edinburgh Central                                               | Marco Biagi         |          |       | Parti national écossais | 31 juillet 1982   | Alexandria          | Écosse      |
| Edinburgh Eastern                                               | Kenny MacAskill     |          |       | Parti national écossais | 28 avril 1958     | Édimbourg           | Écosse      |
| Edinburgh North and Leith                                       | Malcolm Chisholm    |          |       | Parti travailliste      | 7 mars 1949       | Édimbourg           | Écosse      |
| Edinburgh Pentlands                                             | Gordon MacDonald    |          |       | Parti national écossais | 2 janvier 1960    | Glasgow             | Écosse      |
| Edinburgh Southern                                              | Jim Eadie           |          |       | Parti national écossais | 10 février 1968   | Glasgow             | Écosse      |
| Edinburgh Western                                               | Colin Keir          |          |       | Parti national écossais | 9 décembre 1959   | Glasgow             | Écosse      |
| Ettrick, Roxburgh and Berwickshire                              | John Lamont         |          |       | Parti conservateur      | 15 avril 1976     | Glasgow             | Écosse      |
| Falkirk East                                                    | Angus MacDonald     |          |       | Parti national écossais | 11 octobre 1963   | Glasgow             | Écosse      |
| Falkirk West                                                    | Michael Matheson    |          |       | Parti national écossais | 8 septembre 1970  | Glasgow             | Écosse      |
| Galloway and West Dumfries                                      | Alex Fergusson      |          |       | Parti conservateur      | 8 avril 1949      | Leswalt             | Écosse      |
| Glasgow Anniesland                                              | Bill Kidd           |          |       | Parti national écossais | 24 juillet 1956   | Glasgow             | Écosse      |
| Glasgow Cathcart                                                | James Dornan        |          |       | Parti national écossais | 17 mars 1953      | Glasgow             | Écosse      |
| Glasgow Kelvin                                                  | Sandra White        |          |       | Parti national écossais | 17 août 1951      | Glasgow             | Écosse      |
| Glasgow Maryhill and Springburn                                 | Patricia Ferguson   |          |       | Parti travailliste      | 24 septembre 1958 | Glasgow             | Écosse      |
| Glasgow Pollok                                                  | Johann Lamont       |          |       | Parti travailliste      | 11 juillet 1957   | Glasgow             | Écosse      |
| Glasgow Provan                                                  | Paul Martin         |          |       | Parti travailliste      | 17 juillet 1967   | Glasgow             | Écosse      |
| Glasgow Shettleston                                             | John Mason          |          |       | Parti national écossais | 15 mai 1957       | Rutherglen (Écosse) | Écosse      |
| Glasgow Southside                                               | Nicola Sturgeon     |          |       | Parti national écossais | 19 juillet 1970   | Irvine              | Écosse      |
| Greenock and Inverclyde                                         | Duncan McNeil       |          |       | Parti travailliste      | 7 septembre 1950  | Greenock            | Écosse      |
| Hamilton, Larkhall and Stonehouse                               | Christina McKelvie  |          |       | Parti national écossais | 4 mars 1968       | Glasgow             | Écosse      |
| Inverness and Nairn                                             | Fergus Ewing        |          |       | Parti national écossais | 23 septembre 1957 | Glasgow             | Écosse      |
| Kilmarnock and Irvine Valley                                    | Willie Coffey       |          |       | Parti national écossais | 24 mai 1958       | Glasgow             | Écosse      |
| Kirkcaldy                                                       | David Torrance      |          |       | Parti national écossais | 13 mars 1961      | Kirkcaldy           | Écosse      |
| Linlithgow                                                      | Fiona Hyslop        |          |       | Parti national écossais | 1er août 1964     | Irvine              | Écosse      |
| Mid Fife and Glenrothes                                         | Tricia Marwick      |          |       | Parti national écossais | 5 novembre 1953   | Cowdenbeath         | Écosse      |
| Midlothian North and Musselburgh                                | Colin Beattie       |          |       | Parti national écossais | 17 octobre 1951   | Forfar              | Écosse      |
| Midlothian South, Tweeddale and Lauderdale                      | Christine Grahame   |          |       | Parti national écossais | 9 septembre 1944  | Burton upon Trent   | Angleterre  |
| Moray                                                           | Richard Lochhead    |          |       | Parti national écossais | 24 mai 1969       | Paisley             | Écosse      |
| Motherwell and Wishaw                                           | John Pentland       |          |       | Parti travailliste      | 24 décembre 1946  | Glasgow             | Écosse      |
| Na h-Eileanan an Iar                                            | Alasdair Allan      |          |       | Parti national écossais | 6 mai 1971        | Ashkirk             | Écosse      |
| North East Fife                                                 | Roderick Campbell   |          |       | Parti national écossais | 15 juin 1953      | Édimbourg           | Écosse      |
| Orkney                                                          | Liam McArthur       |          |       | LibDems                 | 8 août 1967       | Édimbourg           | Écosse      |
| Paisley                                                         | George Adam         |          |       | Parti national écossais | 8 juin 1969       | Glasgow             | Écosse      |
| Perthshire North                                                | John Swinney        |          |       | Parti national écossais | 13 avril 1964     | Édimbourg           | Écosse      |
| Perthshire South and Kinross-shire                              | Roseanna Cunningham |          |       | Parti national écossais | 27 juillet 1951   | Glasgow             | Écosse      |
| Renfrewshire North and West                                     | Derek Mackay        |          |       | Parti national écossais | 30 juillet 1977   | Glasgow             | Écosse      |
| Renfrewshire South                                              | Hugh Henry          |          |       | Parti travailliste      | 12 février 1952   | Glasgow             | Écosse      |
| Rutherglen                                                      | James Kelly         |          |       | Parti travailliste      | 23 octobre 1963   | Glasgow             | Écosse      |
| Shetland                                                        | Tavish Scott        |          |       | LibDems                 | 6 mai 1966        | Inverness           | Écosse      |
| Skye, Lochaber and Badenoch                                     | Dave Thompson       |          |       | Parti national écossais | 20 septembre 1949 | Lossiemouth         | Écosse      |
| Stirling                                                        | Bruce Crawford      |          |       | Parti national écossais | 16 février 1955   | Perth               | Écosse      |
| Strathkelvin and Bearsden                                       | Fiona McLeod        |          |       | Parti national écossais | 3 décembre 1957   | Glasgow             | Écosse      |
| Uddingston and Bellshill                                        | Michael McMahon     |          |       | Parti travailliste      | 18 septembre 1961 | Hamilton            | Écosse      |
| Scrutin régional (Central Scotland)                             | Clare Adamson       |          |       | Parti national écossais | 1er août 1967     | Motherwell          | Écosse      |
| Scrutin régional (Central Scotland)                             | Mark Griffin        |          |       | Parti travailliste      | 19 octobre 1985   | Glasgow             | Écosse      |
| Scrutin régional (Central Scotland)                             | Richard Lyle        |          |       | Parti national écossais | 12 juin 1950      | Glasgow             | Écosse      |
| Scrutin régional (Central Scotland)                             | Margaret McCulloch  |          |       | Parti travailliste      | 9 mai 1952        | Gorbals             | Écosse      |
| Scrutin régional (Central Scotland)                             | Siobhan McMahon     |          |       | Parti travailliste      | 4 juillet 1984    | Glasgow             | Écosse      |
| Scrutin régional (Central Scotland)                             | Margaret Mitchell   |          |       | Parti conservateur      | 15 novembre 1952  | Coatbridge          | Écosse      |
| Scrutin régional (Central Scotland)                             | John Wilson         |          |       | Parti national écossais | 28 novembre 1956  | Glasgow             | Écosse      |
| Scrutin régional (Glasgow)                                      | Ruth Davidson       |          |       | Parti conservateur      | 10 novembre 1978  | Édimbourg           | Écosse      |
| Scrutin régional (Glasgow)                                      | Bob Doris           |          |       | Parti national écossais | 11 mai 1973       | Vale of Leven       | Écosse      |
| Scrutin régional (Glasgow)                                      | Patrick Harvie      |          |       | Parti vert écossais     | 18 mars 1973      | Vale of Leven       | Écosse      |
| Scrutin régional (Glasgow)                                      | Hanzala Malik       |          |       | Parti travailliste      | 26 novembre 1956  | Glasgow             | Écosse      |
| Scrutin régional (Glasgow)                                      | Anne McTaggart      |          |       | Parti travailliste      | 30 janvier 1970   | Coatbridge          | Écosse      |
| Scrutin régional (Glasgow)                                      | Dgrew Smith         |          |       | Parti travailliste      | 7 novembre 1982   | Glasgow             | Écosse      |
| Scrutin régional (Glasgow)                                      | Humza Yousaf        |          |       | Parti national écossais | 7 avril 1985      | Glasgow             | Écosse      |
| Scrutin régional (Highlands and Islands)                        | John Finnie         |          |       | Parti national écossais | 31 décembre 1956  | Glasgow             | Écosse      |
| Scrutin régional (Highlands and Islands)                        | Rhoda Grant         |          |       | Parti travailliste      | 26 juin 1963      | Stornoway           | Écosse      |
| Scrutin régional (Highlands and Islands)                        | Mike MacKenzie      |          |       | Parti national écossais | 18 novembre 1958  | Oban                | Écosse      |
| Scrutin régional (Highlands and Islands)                        | Jamie McGrigor      |          |       | Parti conservateur      | 19 octobre 1949   | Londres             | Angleterre  |
| Scrutin régional (Highlands and Islands)                        | Mary Scanlon        |          |       | Parti conservateur      | 25 mai 1947       | Dundee              | Écosse      |
| Scrutin régional (Highlands and Islands)                        | David Stewart       |          |       | Parti travailliste      | 5 mai 1956        | Glasgow             | Écosse      |
| Scrutin régional (Highlands and Islands)                        | Jean Urquhart       |          |       | Parti national écossais | 17 mai 1949       | Glasgow             | Écosse      |
| Scrutin régional (Lothian)                                      | Sarah Boyack        |          |       | Parti travailliste      | 16 mai 1961       | Glasgow             | Écosse      |
| Scrutin régional (Lothian)                                      | Gavin Brown         |          |       | Parti conservateur      | 4 juin 1975       | Glasgow             | Écosse      |
| Scrutin régional (Lothian)                                      | Kezia Dugdale       |          |       | Parti travailliste      | 28 août 1981      | Aberdeen            | Écosse      |
| Scrutin régional (Lothian)                                      | Neil Findlay        |          |       | Parti travailliste      | 6 mars 1969       | Glasgow             | Écosse      |
| Scrutin régional (Lothian)                                      | Alison Johnstone    |          |       | Parti vert écossais     | 11 octobre 1965   | Édimbourg           | Écosse      |
| Scrutin régional (Lothian)                                      | Margo MacDonald     |          |       | Indépendant             | 19 avril 1943     | Hamilton            | Écosse      |
| Scrutin régional (Lothian)                                      | David McLetchie     |          |       | Parti conservateur      | 6 août 1952       | Édimbourg           | Écosse      |
| Scrutin régional (Mid Scotland and Fife)                        | Claire Baker        |          |       | Parti travailliste      | 4 mars 1971       | Fife                | Écosse      |
| Scrutin régional (Mid Scotland and Fife)                        | Annabelle Ewing     |          |       | Parti national écossais | 20 août 1960      | Glasgow             | Écosse      |
| Scrutin régional (Mid Scotland and Fife)                        | Murdo Fraser        |          |       | Parti conservateur      | 5 septembre 1965  | Inverness           | Écosse      |
| Scrutin régional (Mid Scotland and Fife)                        | Willie Rennie       |          |       | LibDems                 | 27 septembre 1967 | Fife                | Écosse      |
| Scrutin régional (Mid Scotland and Fife)                        | Richard Simpson     |          |       | Parti travailliste      | 22 octobre 1942   | Édimbourg           | Écosse      |
| Scrutin régional (Mid Scotland and Fife)                        | Elizabeth Smith     |          |       | Parti conservateur      | 27 février 1960   | Glasgow             | Écosse      |
| Scrutin régional (Mid Scotland and Fife)                        | John Park           |          |       | Parti travailliste      | 14 septembre 1973 | Dunfermline         | Écosse      |
| Scrutin régional (North East Scotland) (depuis le 15 juin 2013) | Christian Allard    |          |       | Parti national écossais | 31 mars 1964      | Dijon               | France      |
| Scrutin régional (North East Scotland)                          | Richard Baker       |          |       | Parti travailliste      | 29 mai 1974       | Édimbourg           | Écosse      |
| Scrutin régional (North East Scotland)                          | Alex Johnstone      |          |       | Parti conservateur      | 31 juillet 1961   | Stonehaven          | Écosse      |
| Scrutin régional (North East Scotland)                          | Lewis Macdonald     |          |       | Parti travailliste      | 1er janvier 1957  | Stornoway           | Écosse      |
| Scrutin régional (North East Scotland)                          | Jenny Marra         |          |       | Parti travailliste      | 6 novembre 1977   | Dundee              | Écosse      |
| Scrutin régional (North East Scotland)                          | Alison McInnes      |          |       | LibDems                 | 17 juillet 1957   | Irvine              | Écosse      |
| Scrutin régional (North East Scotland)                          | Nanette Milne       |          |       | Parti conservateur      | 27 avril 1942     | Aberdeen            | Écosse      |
| Scrutin régional (South Scotland)                               | Claudia Beamish     |          |       | Parti travailliste      | 9 août 1952       | Glasgow             | Écosse      |
| Scrutin régional (South Scotland)                               | Chic Brodie         |          |       | Parti national écossais | 8 mai 1944        | Glasgow             | Écosse      |
| Scrutin régional (South Scotland)                               | Jim Hume            |          |       | LibDems                 | 4 novembre 1962   | Peebles             | Écosse      |
| Scrutin régional (South Scotland)                               | Joan McAlpine       |          |       | Parti national écossais | 28 janvier 1962   | Gourock             | Écosse      |
| Scrutin régional (South Scotland)                               | Aileen McLeod       |          |       | Parti national écossais | 24 août 1971      | Glasgow             | Écosse      |
| Scrutin régional (South Scotland)                               | Graeme Pearson      |          |       | Parti travailliste      | 1er avril 1950    | Glasgow             | Écosse      |
| Scrutin régional (South Scotland)                               | Paul Wheelhouse     |          |       | Parti national écossais | 22 juin 1970      | Glasgow             | Écosse      |
| Scrutin régional (West of Scotland)                             | Neil Bibby          |          |       | Parti travailliste      | 6 septembre 1983  | Paisley             | Écosse      |
| Scrutin régional (West of Scotland)                             | Jackson Carlaw      |          |       | Parti conservateur      | 12 avril 1959     | Glasgow             | Écosse      |
| Scrutin régional (West of Scotland)                             | Mary Fee            |          |       | Parti travailliste      | 23 mars 1954      | Édimbourg           | Écosse      |
| Scrutin régional (West of Scotland)                             | Annabel Goldie      |          |       | Parti conservateur      | 27 février 1950   | Glasgow             | Écosse      |
| Scrutin régional (West of Scotland)                             | Stewart Maxwell     |          |       | Parti national écossais | 24 décembre 1963  | Glasgow             | Écosse      |
| Scrutin régional (West of Scotland)                             | Margaret McDougall  |          |       | Parti travailliste      | 23 janvier 1949   | Glasgow             | Écosse      |
| Scrutin régional (West of Scotland)                             | Stuart McMillan     |          |       | Parti national écossais | 1er janvier 1972  | Barrow-in-Furness   | Angleterre  |

## Modifications en cours de législature

### Élections partielles
| Date             | Circonscription  | Membre sortant | Parti | Parti                       | Membre élu    | Parti | Parti                       |
| ---------------- | ---------------- | -------------- | ----- | --------------------------- | ------------- | ----- | --------------------------- |
| 20 juin 2013     | Aberdeen Donside | Mike Watson    |       | Parti national écossais     | Mark McDonald |       | Parti national écossais     |
| 7 septembre 2013 | Dunfermline      | Bill Walker    |       | Indépendant                 | Cara Hilton   |       | Parti travailliste écossais |
| 9 novembre 2013  | Cowdenbeath      | Helen Eadie    |       | Parti travailliste écossais | Alex Rowley   |       | Parti travailliste écossais |

### Remplacements régionaux
| Date            | Région                | Membre sortant  | Parti | Parti                       | Membre remplaçant | Parti | Parti                       |
| --------------- | --------------------- | --------------- | ----- | --------------------------- | ----------------- | ----- | --------------------------- |
| 7 décembre 2012 | Mid Scotland and Fife | John Park       |       | Parti travailliste écossais | Jayne Baxter      |       | Parti travailliste écossais |
| 11 août 2013    | South of Scotland     | David McLetchie |       | Parti conservateur          | Cameron Buchanan  |       | Parti conservateur          |

### Défections
- Bill Walker a été suspendu du Parti national écossais et siège en tant qu'indépendant du 4 mai 2012 au 7 septembre 2013.
- John Finnie quitte le Parti national écossais et décide de siéger en tant qu'indépendant le 23 octobre 2012.
- Jean Urquhart quitte le Parti national écossais et décide de siéger en tant qu'indépendant le 23 octobre 2012.
- Margo MacDonald, indépendante décède le 4 avril 2014.
- John Wilson quitte le Parti national écossais et décide de siéger en tant qu'indépendant le 23 septembre 2014.

### Données
| Parti | Parti                       | Circ. | Reg. | Total | +/-        |
| ----- | --------------------------- | ----- | ---- | ----- | ---------- |
|       | Parti national écossais     | 53    | 16   | 69    | 22         |
|       | Parti travailliste écossais | 15    | 22   | 37    | 9          |
|       | Parti conservateur          | 3     | 12   | 15    | 2          |
|       | Démocrates libéraux         | 2     | 3    | 5     | 11         |
|       | Parti vert écossais         | 0     | 2    | 2     | stagnation |
|       | Indépendants                | 0     | 1    | 1     | stagnation |
| Total | Total                       | 73    | 56   | 129   | stagnation |